# Chalcophorella stigmatica
Chalcophorella stigmatica ist ein Käfer aus der Familie der Prachtkäfer und der Unterfamilie Chrysochroinae. Die Gattung Chalcophorella ist in Europa mit nur zwei Arten aus zwei verschiedenen Untergattungen vertreten. Chalcophorella stigmatica gehört zur Untergattung Chalcophorella. Traditionell wird die Art Chalcophorella stigmatica in die zwei Unterarten Chalcophorella stigmatica stigmatica und Chalcophorella stigmatica balcanica aufgeteilt. Neuere Autoren sprechen jedoch balcanica den Rang einer Unterart ab.
Im Catalogue of life werden weltweit sieben lebende Arten der Gattung Chalcophorella gelistet. Diese werden derzeit in drei Untergattungen geführt.

## Bemerkungen zum Namen und Synonymen
Der Käfer wurde erstmals 1817 von dem Schweden Schönherr unter dem Namen Buprestis stigmatica beschrieben.
Die Gattung Buprestis wurde schon 1758 durch Linné aufgestellt und danach mehrmals aufgespalten. Insbesondere zerlegte sie Eschscholtz 1829 in vierzehn Gattungen, wobei er aber nicht erwähnt, zu welcher Gattung er die Art stigmatica zählt. Solier unterschied 1833 vierunddreißig Gattungen und ordnete stigmatica der von ihm neu aufgestellten Gattung Chalcophora zu.
Kerremans trennte die Gattung Chalcophorella von der Gattung Chahlcophora ab und rechnete stigmatica zu dieser neuen Gattung. Das Wort Chalcophorella ist die Verkleinerungsform von Chalcophora. Der Name Chalcophora ist von altgriechisch χαλκός chalcós, deutsch ‚Erz‘ und φορός phorós, deutsch ‚Träger‘ abgeleitet und steht für „Käfer mit Erzglanz.“
Der Artname stigmatica ist von lat. „stigmáticus“ für „mit Punkten versehen“ abgeleitet und bezieht sich auf die vier hellen Punkte (Vertiefungen, Grübchen, Flecken, Makel) auf den Flügeldecken des Käfers. Varianten, die als eigene Arten beschrieben wurden, erhielten die Namen Buprestis quadrinotata (vier-gezeichnet, nach den 4 Flecken auf den Flügeldecken), Buprestis lefebvrei (nach dem französischen Entomologen Lefebvre), Buprestis marseuli (nach dem französischen Entomologen Marseul), Buprestis quadrimaculata (mit vier Flecken), Chalcophorella biimpressa (nur mit den zwei vorderen Eindrücken der Flügeldecken), und Chalcophorella smoliki (nach dem Sammler F. B. Smolik).
Obenberger trennte 1936 die Unterart Chalcophorella stigmatica balcanica von der Stammform ab. Der Name erklärt sich dadurch, dass dieser Käfer zum Unterschied der ursprünglich aus Persien beschriebenen Stammform hauptsächlich im östlichen Balkan gefunden wurde. Balcanica wird in fast allen Datenbanken (noch) als Unterart geführt. Sakalian vertrat jedoch 2003 die Ansicht, dass es sich bei balcanica nur um eine Variante handelt. Entsprechend wird im Löbl-Katalog Chalcophorella stigmatica nicht mehr in zwei Unterarten aufgeteilt.

## Merkmale des Käfers
| |                                                      |
| Abb. 1: Verschiedene Ansichten |                                                      |
| |                                                      |
| Abb. 2: Vorderteil seitlich; Pfeile grün: Stirnrinne; gelb: Rinne des Halsschilds; blau: Hinterwinkel                                                                                                | Abb. 3: Lebensraum alter Obstbaum in offenem Gelände |
| |                                                      |
| Abb. 4: Varianten der vorderen Makel auf der linken Flügeldecke |                                                      |
| |                                                      |
| Abb. 5: Schrägaufsicht auf Unterseite, teilweise getönt grün: Prosternalfortsatz, lila: Längseindruck des Metasternums, gelb: Hinterhüfte, pink: längs einge- drückter Teil des 1. Abdominalsternits |                                                      |
| |                                                      |
| Abb. 6: letztes Hinterleibssternit, Umriss hälftig grün nachgezogen, links Männchen, rechts Weibchen                                                                                                 |                                                      |

Der länglich ovale Käfer wird 22 bis 29 Millimeter lang bei einer Breite von sieben bis elf Millimetern. Die Farbe der Oberseite kann blau oder grün, kupfrig, braun oder schwarz sowie stumpf oder matt glänzend sein. Die Unterseite ist meist deutlich heller und glänzend kupferrot. Der Käfer ist nur schwach gewölbt. Die ganze Oberseite ist stark punktiert, der Grund der Punkte ist hell.
Der Kopf ist grob punktiert, die Stirn ist eingedrückt, im Eindruck verläuft eine Längsfurche (grüne Pfeilspitze in Abb. 2). Die elfgliedrigen Fühler sind kupferfarben. Das erste Glied ist keulenförmig, das zweite klein und rundlich, das dritte bereits am Ende verbreitert, die folgenden nach innen stumpf gezähnt, aber länger als breit und beidseitig mit Sinnesporen besetzt, das Endglied ist umgekehrt eiförmig. Die Oberlippe ist kurz und vorn ausgeschnitten. Die ovalen Augen sind relativ groß, ziemlich gewölbt und erreichen fast den Halsschild (Abb. 2). Die Oberkiefer sind stark gekrümmt und vierzähnig, die mittleren Zähne sind sehr klein. Das Kinn ist vorn gerade abgeschnitten, nicht gewellt. Die viergliedrigen Kiefertaster sind lang und schlank, das Basisglied und das Endglied kürzer. Das Endglied der dreigliedrigen Lippentaster ist länger und dünner als das zweite Glied.
Der Halsschild ist breiter als lang, vorn auf Kopfbreite verengt mit herabgezogenen Vorderecken, danach ähnlich einem Kreisausschnitt sich bis vor der Mitte verbreiternd. Dahinter verlaufen die Seiten des Halsschilds nur noch schwach nach außen gewölbt bis zu den Hinterwinkeln. Die Hinterwinkel (blaue Pfeilspitze in Abb. 2) sind knapp rechtwinklig. Die Basis ist doppelt gebuchtet, der nach außen gewölbte Mittelteil breit. Der Halsschild ist kaum gewölbt und vor allem seitlich sehr grob punktiert. Mittig befindet sich eine undeutliche Längslinie (gelbe Pfeilspitze in Abb. 2), die etwa auf halber Länge beginnt (variabel) und vor Erreichen der Basis erlischt.
Das Schildchen ist punktförmig.
Die Flügeldecken sind gemeinsam an der Basis etwas breiter als der Halsschild und etwa dreimal so lang wie dieser. Die Schultern sind abgerundet, die Seiten fein gerandet. Über den Hinterhüften sind die Flügeldecken verschmälert (Seitenansicht), das Flügeldeckenende ist abgerundet zugespitzt. Der Nahtwinkel ragt als Spitze vor. Das Flügeldeckenende ist sehr schwach bis gar nicht gezähnelt. Die Grundstruktur der Flügeldecken variiert. Sie wird in der Erstbeschreibung als „fast ledrig ohne Rippen“ charakterisiert. In der Aufsicht in Abb. 1 sind jedoch zwei kaum erhabene, wenig auffällige Längsrippen erkennbar, Obenberger erwähnt als Merkmal für balcanica drei schwach ausgebildete aber deutlich erkennbare Längsrippen, für quadrinotata notiert Klug Punktreihen auf den Flügeldecken.
Namensgebend für Chlorophorella stigmatica sind die zwei blassgelben Gruben auf jeder Flügeldecke. Die hintere Grube ist klein, annähernd kreisförmig und auf halber Höhe des letzten Drittels gelegen. Sie kann auch fehlen. Die vordere Grube ist größer und variiert in ihrer Form stark. Sie liegt im ersten Drittel der Flügeldecke und hat oft die Form einer nach vorn geöffneten Mondsichel (Abb. 4).
Der Fortsatz des Prosternums (in Abb. 5 hälftig grün) endet schwach knaufförmig und ist von einer Längsrinne durchlaufen. Das Metasternum ist der Länge nach flach niedergedrückt (in Abb. 5 hälftig lila). Auch das erste Abdominalsternit ist längs rinnenförmig etwas vertieft (in Abb. 5 hälftig pink). Das letzte Abdominalsternit ist beim Männchen ausgeschnitten, beim Weibchen abgerundet (Abb. 6).
Die Beine sind kräftig und wie die Unterseite gefärbt, manchmal mit stahlblauem Schimmer. Die Metacoxalplatte ist grob und dicht, nicht zerstreut, punktiert (in Abb. 5 gelb) und schließt gerade abgeschnitten ab. Die Tarsen sind alle fünfgliedrig, die Krallen einfach (nicht gespalten).
Die Abbildung des Aedeagus findet sich im Internet.

## Biologie
Als Biotop werden Streuobstwiesen, Olivenhaine, Obstplantagen und Weingärten angegeben (Abb. 3). Man findet die Käfer auf blühenden Büschen, beispielsweise dem Christusdorn oder Eichen, oder am Holz der Brutbäume. In Griechenland wurde die Art zwischen Ende April und Ende Juli gefunden. Die Larven entwickeln sich in Mandel-, Pfirsich-, Apfel- und Birnbäumen sowie anderen Bäumen der Gattung Prunus.

## Vorkommen
Die Art ist pontomediterran verbreitet. In Europa kommt sie nur im Südosten vor (Albanien, Bosnien und Herzegowina, Bulgarien, Griechenland, Nordmazedonien und der europäischen Türkei). Über Zypern erstreckt sich das Verbreitungsgebiet nach Israel, den Libanon, Syrien und die Türkei bis nach Jordanien, den Irak, Georgien und den Iran. In Afrika findet man den Käfer nur in Ägypten. Die Unterart Chalcophorella stigmatica balcanica ersetzt die Stammform in Bulgarien und der Herzegowina.